# Province du Centre-Nord (Sri Lanka)
Pour les articles homonymes, voir Province du Centre.
La province du Centre-Nord (en cingalais : උතුරු මැද පළාත (Uturumeda Palata) ; en tamoul : வட மத்திய மாகாணம் (Wada Maththiya Maakaanam)) est l'une des neuf provinces du Sri Lanka. La capitale de la province est Anuradhapura.
Cette province a été créée en 1873 avec le sud de la province du Nord et le nord-ouest de la province de l'Est. La province n'est pas très peuplée et son économie est faible du fait de ses forêts tropicales.

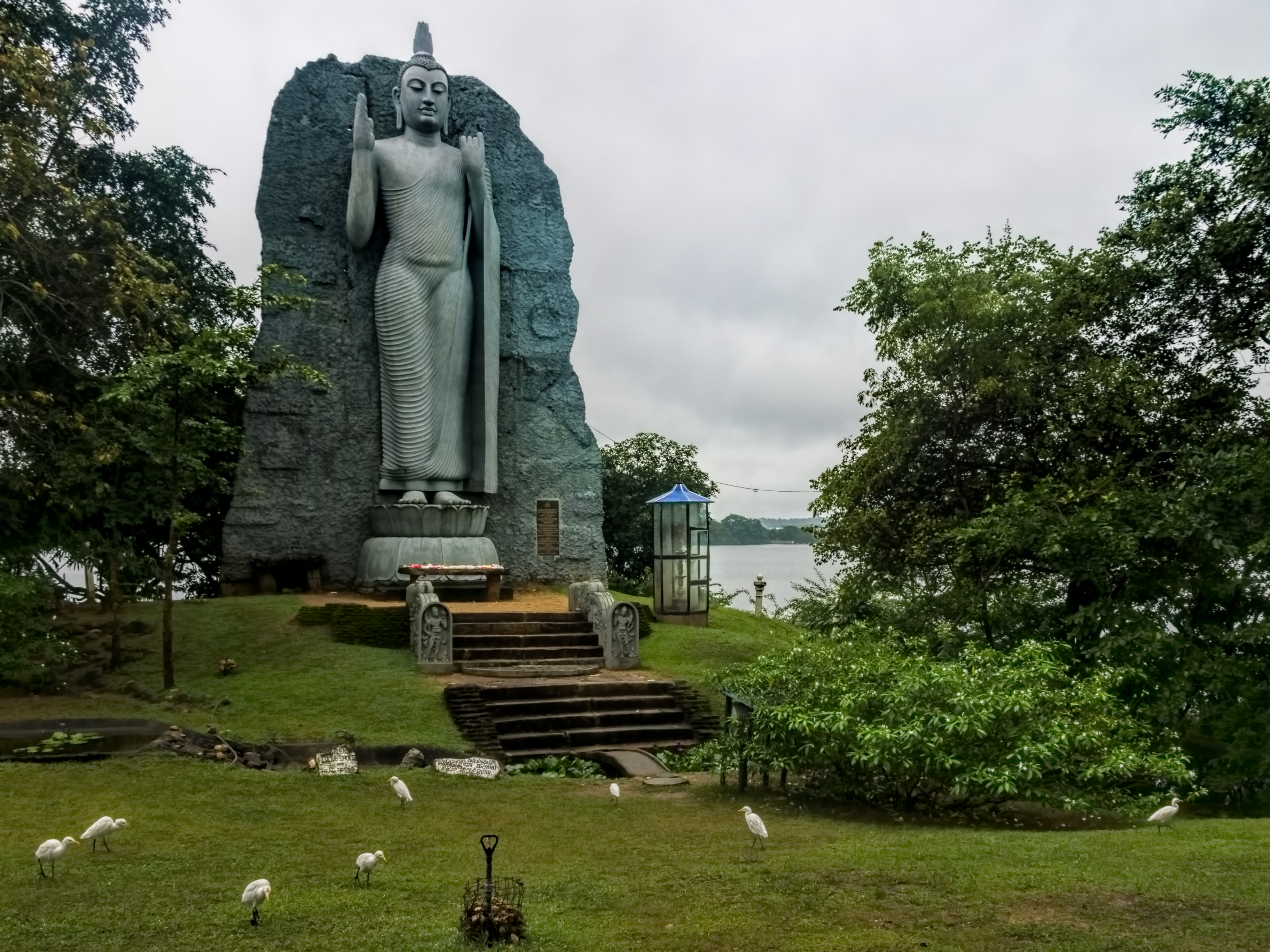
Un Bouddha debout érigé par l'armée sur les rives du réservoir Giritale Wewa sur le chemin de Polonnaruwa

## Histoire
La capitale de la province, Anuradhapura, fut autrefois la capitale du Royaume d'Anuradhapura du IVe siècle av. J.-C. jusqu'aux alentours du Xe siècle, pendant les royaumes du Rajarata, qui comprenait les autres royaumes de Tambapanni, de Upatissa Nuwara ou encore de Polonnaruwa.
La province possède deux sites culturels enregistrés au patrimoine de l'UNESCO : la cité antique de Polonnâruvâ et la ville sainte d'Anuradhapura.

## Divisions administratives

### Districts
La province est constituée de deux districts :
- Anuradhapura (capitale : Anuradhapura), à l'ouest ;
- Polonnaruwa (capitale : Polonnaruwa), à l'est.

### Autres villes
- Mihintale